# Лорелај
Лорелај је стеновита литица на источној обали Рајне у близини Санкт Гоарсхаузена,  која се уздиже 132 метра изнад нивоа воде. 
Средња дубина воде код Лорелаја је 25 метара док је ширина воденог корита 113 метара, што ово место чини истовремено најдубљим и најужим на целом речном току између Швајцарске и Северног мора. Због овога данас бродови још увек користе светлосне сигнале као упозорење евентуалним бродовима који се крећу у супротном смеру. Најопасније литице и подводне стене Лорелаја су разорене још 1930. године, тако да је исти умногоме изгубио своју некадашњу опасност.

## Легенда
Лорелај је, по предању, била прелепа вила која је живела на врху високе, истоимене стене на десној обали Рајне. Она је својом песмом заводила морнаре који су пловили Рајном. Омамљени песмом, морнари су, уместо да управљају бродовима, гледали горе ка њој и тако гинули.
Ова легенда вероватно вуче корене из античке приче о Сиренама, која се јавља у Одисеји. Сирене су биле жене-рибе које су својим гласом привлачиле морнаре и убијале их.

## Хајнеова „Лорелај“
Лорелај је такође био инспирација за песму немачког романтичара Хајнриха Хајнеа, која спада у његова најзначајнија дела.

### О песми
Главни мотив ове песме узет је из народног предања. Хајне је германску легенду о лепотици Лорелај искористио као подлогу за своје дело. Додавањем нових слика и мотива он је створио оригинално дело у коме се прожимају старо и ново.
Песма има 6 строфа. Стихови су неуједначених дужина са ритмичком променљивошћу.